# Klaus Kaufmann (Architekt)

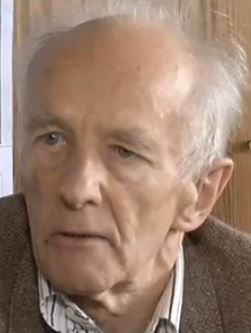
Klaus Kaufmann (2013)

Klaus Kaufmann (* 15. März 1931 in Wenigtreben, Landkreis Bunzlau, Provinz Schlesien; † 4. Februar 2015) war ein deutscher Architekt und Kirchenbaurat. Er prägte in der DDR das Bauen der Evangelisch-Lutherischen Kirche in Thüringen von den 1960er Jahren bis zur Deutschen Wiedervereinigung mit.

## Leben
Klaus Kaufmann kam als Folge der Vertreibung der Deutschen aus Schlesien nach Buttstädt bei Weimar. Nach seiner Maurerlehre studierte er Architektur in Weimar und schloss sein Studium mit dem Akademischen Grad als Diplom-Ingenieur ab.
Von 1956 bis 1992 arbeitete er in Eisenach im Thüringer Landeskirchenamt der Evangelisch-Lutherischen Kirche in Thüringen: ab 1977 als Kirchenbaurat, ab 1980 als Leiter der Projektierungsabteilung.
Mit der Stephanuskirche Weimar-Schöndorf schuf Kaufmann 1966 seine zweite Kirche. Zu seinen Neubauprojekten zählte auch das Martin-Niemöller-Haus in Jena-Neulobeda: In der dortigen Plattenbausiedlung konnte der Bau bis 1983 mit Mitteln aus dem sogenannten Sonderbauprogramm errichtet werden.
Auch an der Umgestaltung von Kirchen war Kaufmann maßgeblich beteiligt: Gemeinsam mit dem Bildhauer Friedrich Press ordnete er 1974 die historistische Kreuzkirche in Weimar neu. In Tambach-Dietharz leitete er bis 1976 den Umbau der Lutherkirche: In das historische Schiff wurde eine zweite Ebene eingezogen, um sowohl einen Gemeindesaal (Untergeschoss) als auch einen Kirchsaal (Obergeschoss) unterbringen zu können. Dabei gelang es Kaufmann – wie auch beim Neubau in Weimar-Schöndorf –, dank seiner Raumaufteilung große Nutzungsvielfalt zu ermöglichen.

## Werke (Auswahl)

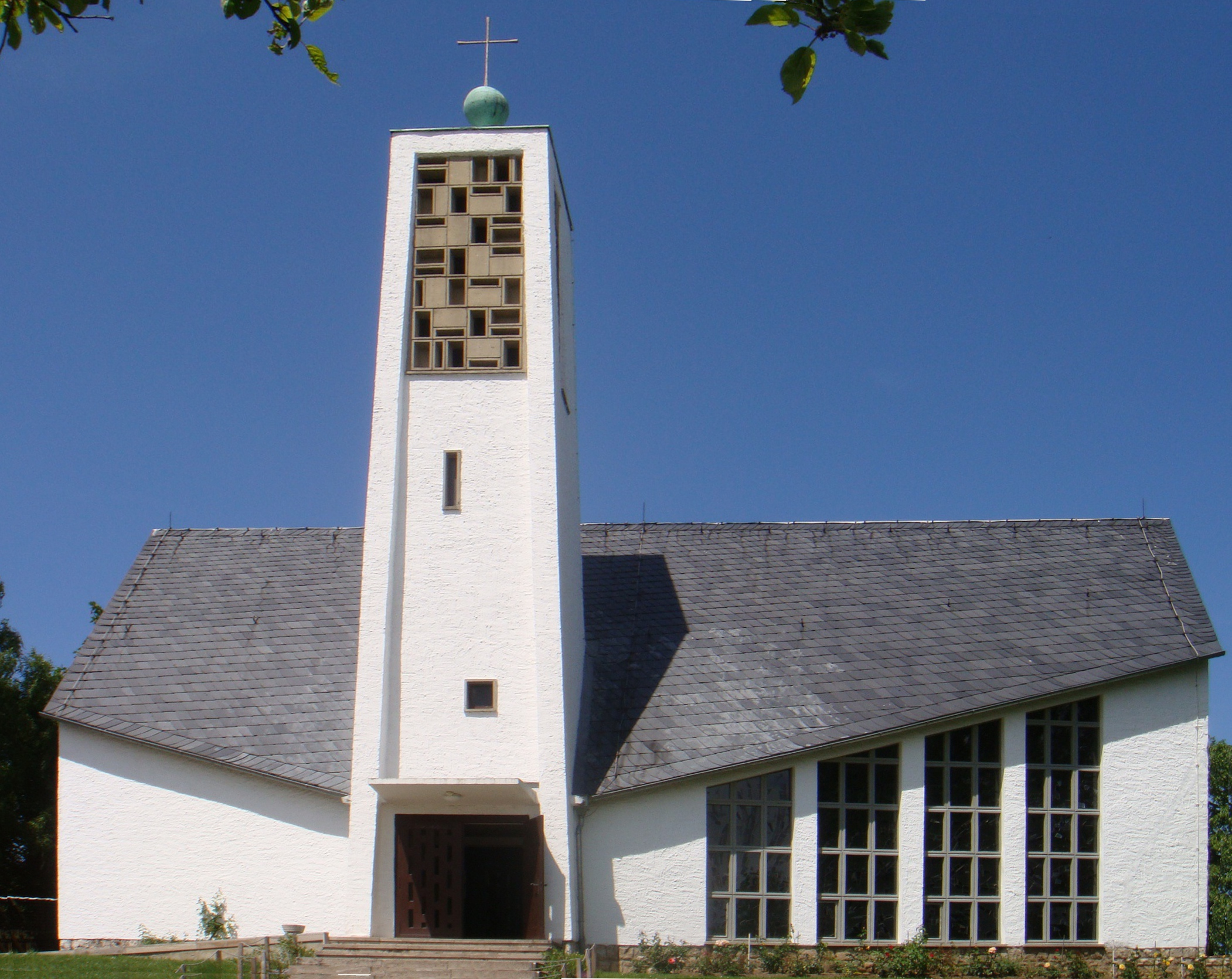
Stephanuskirche Weimar-Schöndorf (2010)

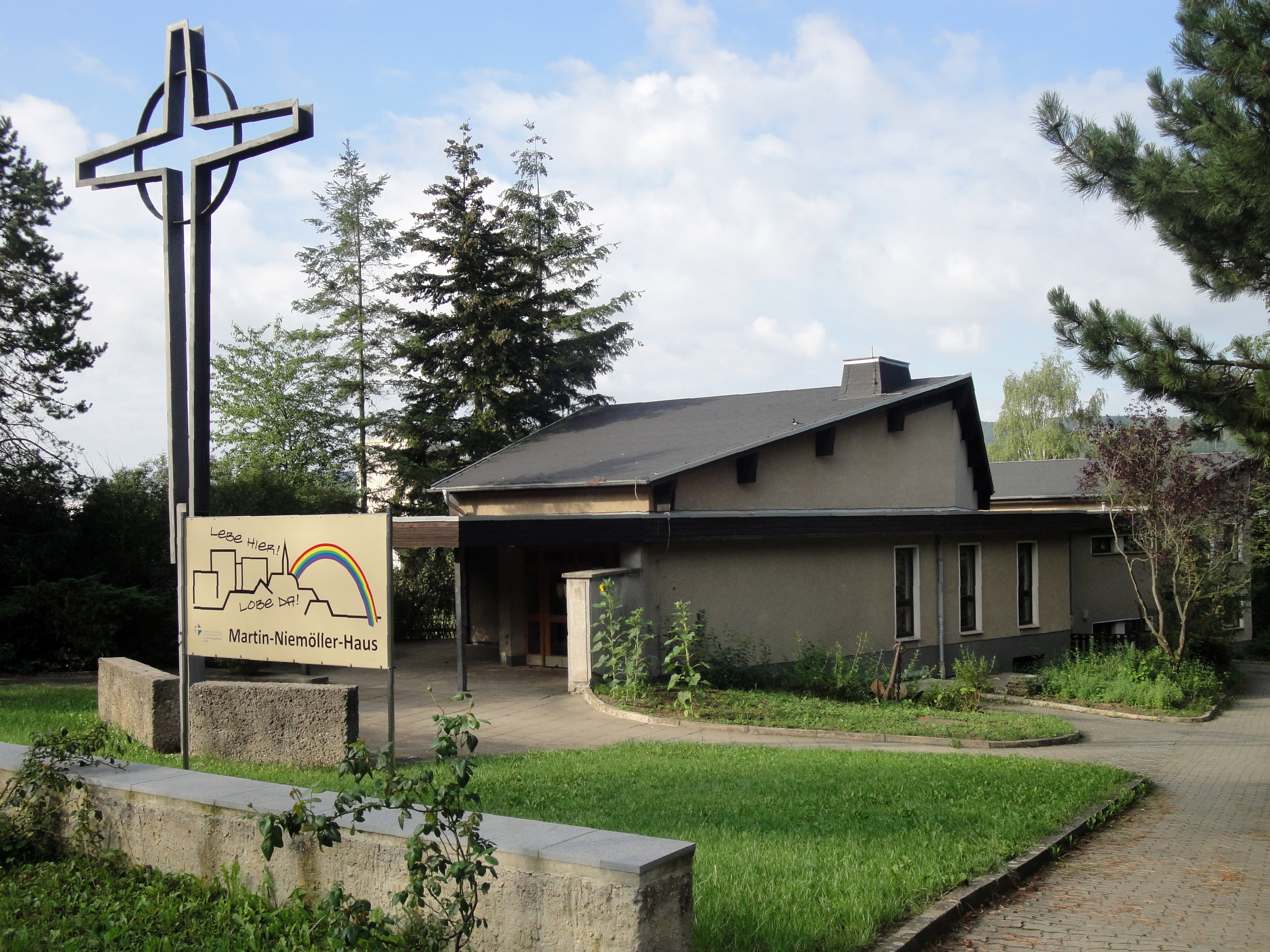
Martin-Niemöller-Haus in Jena-Lobeda (2015)

- Stephanuskirche Weimar-Schöndorf, 1966 eingeweiht
- Kreuzkirche Weimar, Umgestaltung 1975 abgeschlossen
- Lutherkirche Tambach in Tambach-Dietharz, Umgestaltung 1976 abgeschlossen
- Martin-Niemöller-Haus Jena-Neulobeda, 1983 eingeweiht